# 法拉杰门钟楼

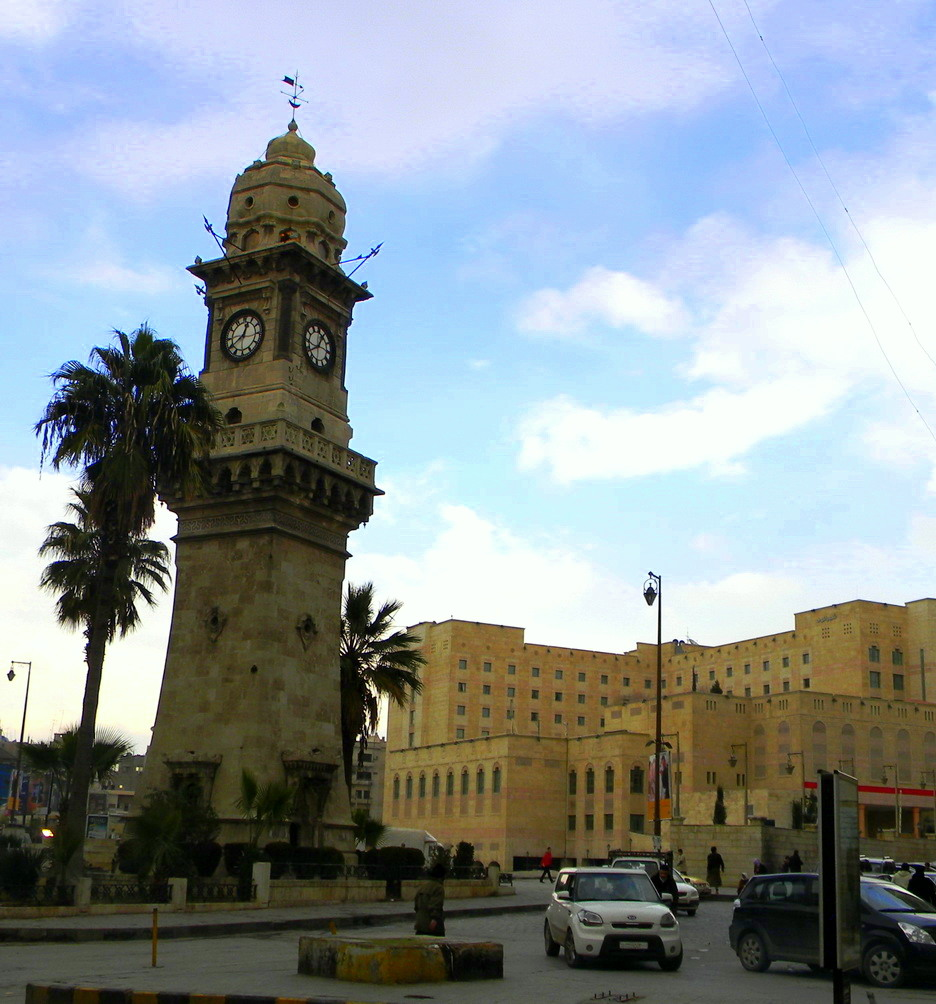
法拉杰门钟楼

法拉杰门钟楼（阿拉伯语：‎）是叙利亚, 阿勒颇的地标建筑，建于1898-1899年，奥斯曼帝国时期，由奥地利建筑师查尔斯提耶（Charles Chartier）设计。 
法拉杰门钟楼位于旧城门之一的法拉杰门（意为解救门）附近，毗邻阿勒颇国立图书馆 。